# Маунт Киско (Њујорк)
Маунт Киско (енгл. Mount Kisco) град је у америчкој савезној држави Њујорк.

## Демографија
По попису из 2010. године број становника је 10.877, што је 894 (9,0%) становника више него 2000. године.
| Група             | 2000.         | 2010.         |
| Белци             | 6.387 (64,0%) | 5.862 (53,9%) |
| Афроамериканци    | 598 (6,0%)    | 568 (5,2%)    |
| Азијати           | 423 (4,2%)    | 520 (4,8%)    |
| Хиспаноамериканци | 2.450 (24,5%) | 3.818 (35,1%) |
| Укупно            | 9.983         | 10.877        |